# Черепаха (річка)
Черепаха — річка в Україні, у Міловському районі Луганської області. Ліва притока Мілової (басейн Дону).

## Опис
Довжина річки 12 км, похил річки 2,3  м/км. Площа басейну водозбору 104  км². Річка формується багатьма безіменними струмками та 4 загатами.

## Розташування
Бере початок на північно-західній стороні від села Рання Зоря. Тече переважно на північний захід через Криничне і у Великоцьку впадає у річку Мілову, ліву притоку Комишної.
Населені пункти вздовж берегової смуги: Журавське, Березове.
У селі Криничне річка протікає понад Стрільцівським Степом.